# Trelleborg (Slagelse)
För andra betydelser, se Trelleborg (olika betydelser).
Trelleborg i Danmark är en trelleborg, det vill säga en rund borg från vikingatiden, och ligger på en landtunga mellan åarna Tudeå och Vårbyå, ca tre kilometer väster om Slagelse på Själland. Trelleborg är dendrokronologiskt daterad till vintern åren 980/81. Den var en starkt befäst borg som kunde rymma många människor. 
Borgen består av en huvudborg och en förborg. Huvudborgen är omgiven av en cirkulär ringvall av jord, 136 meter i inre diameter, 17 meter bred och fem meter hög. Mot landsidan går en 17 meter bred och fem meter djup grav. I ringvallen finns fyra öppningar, en till i varje riktning. Från öppningarna går det två trälagda vägar tvärs genom anläggningen och delar det i fyra lika delar. I var fjärdedel har det legat en karré av fyra träbyggnader omkring en stängd gårdsplats. Byggnaderna har varit avlånga med lätt välvda långväggar, omkring 30 meter långa, med ingång i bägge gavlarna och två ingångar på var sida mitt på. Utanför ringvallen på landsidan finns en förborg med 15 byggnader ordnade radiärt mot ringvallen, omgivna av en yttre vall. Dessa byggnader liknar de i huvudanläggningen, men är något kortare. 
Öster om borgen ligger gravplatsen. I det stora hela hittades 135 gravar, samtliga under plan mark. En av dessa var en massgrav med skelett. De flesta begravda var män, men också en del kvinnor och barn har begravts. 
Borgen blev arkeologiskt undersökt åren 1934-42 under ledning av arkeologen Poul Nørlund. Utgrävningen blev framprovocerad, när en lokal motorcykelklubb hyrde området 1933 för att anlägga en motocrossbana. Det som ursprungligen var tänkt att vara en mindre undersökning, kom till slut att bedrivas i 9 år, fram till 1942. 
Nya undersökningar gjordes 2008, då bland annat en träsköld hittades. Det är första gången man har hittat en hel träsköld i Danmark. Skölden är omkring 80 centimeter i diameter, med ett karakteristiskt hål i mitten där sköldutbuktningen satt. Skölden är daterad till vikingatiden, till borgens bruksperiod i slutet av 900-talet.
Objekten är utställda på Nationalmuseet i Köpenhamn. Trelleborg var den första anläggningen av sitt slag som undersöktes. Senare hittades tre andra i Danmark, och möjligen en motsvarande anläggning i Skåne. Efter den första anläggningen kallas de gärna trelleborgar eller vikingatidsborgar.
Trelleborg blev 2023 en del av världsarvet ringborgar från vikingatiden.

### Fotnoter
1. ↑  ”Om Trelleborg” (på danska). https://natmus.dk/museer-og-slotte/trelleborg/om-trelleborg/trelleborgs-historie/opdagelse-og-udgravning/. Läst 19 maj 2019.
2. ↑  ”Viking-Age Ring Fortresses” (på engelska). https://whc.unesco.org/en/list/1660/. Läst 11 juni 2024.